# Торбе (Белуно)
Торбе је насеље у Италији у округу Белуно, региону Венето.
Према процени из 2011. у насељу је живело 132 становника. Насеље се налази на надморској висини од 382 м.